# Флотація літієвих руд
Флотація літієвих руд

Флотація є основним методом збагачення літієвих і комплексних руд, які містять тонковкраплені літієві мінерали: сподумен, лепідоліт, амблігоніт, цинвальдит і петаліт. Як домішки літієві руди містять кварц, слюди, польові шпати, іноді оксиди заліза, берил і деякі інші мінерали.
Найбільше промислове значення мають сподуменові руди. Сподумен легко флотується збирачами оксигідрильного і катіонного типів після лужної обробки руди в густій пульпі (50 – 70 % твердого) і подальшої відмивки лужного розчину і шламів (класу –0,015 мм). Активація флотації сподумену обумовлена вилуговуванням кремнезему з поверхневого шару мінералу і видаленням з нього шламистих покрить. Крохмаль, декстрин, сірчистий натрій і рідке скло є сильни-ми депресорами сподумену, тоді як хлорне вапно, яке депресує берил і польові шпати, не погіршують його флотацію .
Флотаційне збагачення сподуменових руд здійснюється за однією з наступних технологічних схем: прямої аніонної флотації, зворотної флотації і колективної флотації.
Пряма аніонна флотація сподумену (рис.) здійснюється жирними кислотами і їхніми милами (0,2 – 0,5 кг/т) при рН = 6,5 – 8,5 після попередньої лужної обробки пульпи їдким натром (1 – 3 кг/т) протягом 0,5 – 1 год., знешламлення і промивки. Депресія супутніх мінералів досягається зв’язуванням активуючих йонів (напр., заліза) у лужному середовищі у важкорозчинні сполуки. Селекція погіршується, якщо в процесі лужної обробки використовується кремнійфлуористий натрій, рідке скло або гексаметафосфат. Перечисну флотацію чорнового сподуменового концентрату проводять з доданням рідкого скла і квебрахо або молочної кислоти. Різке підвищення якості концентрату може бути отримане при його додатковій флотації кремнійфлуористим натрієм у кислому середовищі, однак це супроводжується зниженням вилучення сподумену.
Зворотна флотація, передбачає спочатку флотацію кварцу, польового шпату і слюди катіонним збирачем у лужному середовищі (рН = 10 – 11) при депресії сподумену і мінералів заліза вапном і декстрином. Сподуменовий концентрат отримують у камерному продукті з хвостів катіонної флотації після їхньої промивки, знешламлення, перемішування густої пульпи (70 % твердого) з плавиковою кислотою (0,1 – 0,2 кг/т) і флотації мінералів заліза натрієвими солями смоляних кислот (0,5 – 1 кг/т). Пінний продукт катіонної флотації також надходить на розділення: у слабокислому середовищі, яке створюється сірчаною кислотою, з нього видаляють слюди і отримують слюдяний концентрат, а потім після промивки, знешламлення, обробки плавиковою кислотою і флотації катіонним збирачем в пінному продукті отримують польовошпатовий концентрат, а в камерному – кварцовий.
Колективна флотація сподумену і слюд здійснюється сумішшю жирних кислот і катіонного збирача у слаболужному середовищі з подальшим розділенням колективного концентрату флотацією слюди у сірчанокислому середовищі. З хвостів колективної флотації можна виділити польовошпатовий концентрат флотацією катіонним збирачем в присутності плавикової кислоти. У камерному продукті залишається кварц.
Важливішою і необхіднішою умовою переробки сподуменових руд є комплексне їх використання, тому зворотна і колективна схеми є кращими. 
Сподуменові концентрати першого сорту містять не менше 4% Li2O, а другого сорту – не менше 3% Li2O при вилученні літію у концентрати на рівні 55 – 70%. Сподуменові концентрати використовують для отримання металічного літію, літієвих солей, а також для інших цілей. 
Літій застосовують у термоядерних реакціях, у металургії, електротехнічній, керамічній і хімічній промисловості. Літій входить до складу деяких легких сплавів. Сполуки літію застосовують при виготовленні скла, емалей, а також у медицині.